# Население на Лесото
Населението на Лесото според последното преброяване от 2006 г. е 1 876 633 души. 23,74% от населението живеят в градовете а 76,26% - в селата. В столицата Масеру живее около половината от общия брой градско население.

## Численост
Численост на населението според преброяванията през годините:
| Година | Численост |
| 1986   | 1 605 177 |
| 1996   | 1 862 275 |
| 2006   | 1 876 633 |

## Езици
Официални езици са сесото и английският.

## Религия
Около 90 % от населението са християни (45 % - католици, 26 % – евангелисти).